# Dolomiti
Dolomiti ist eine Marke für eine Speiseeissorte von Langnese.

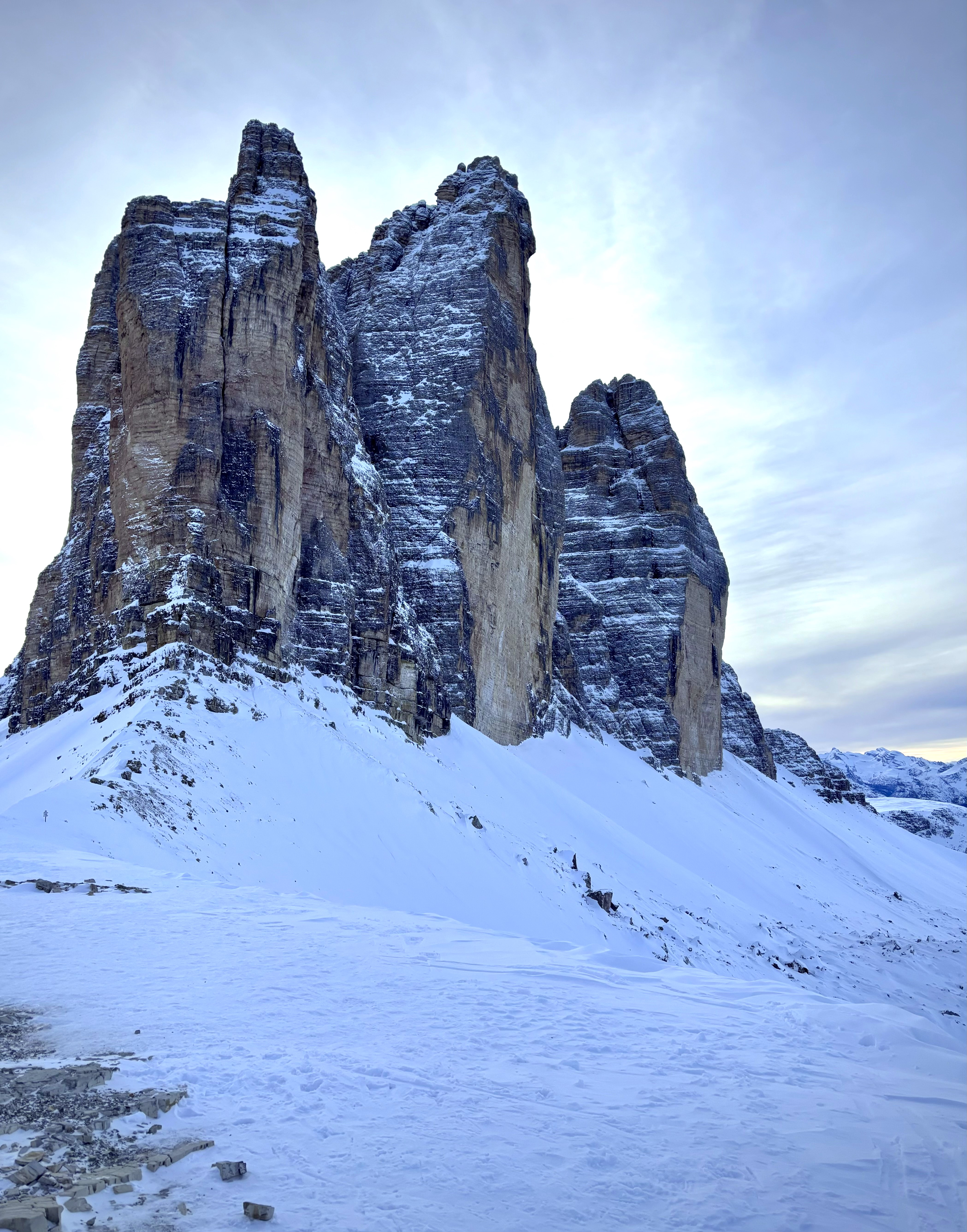
Die Drei Zinnen

Das Eis am Stiel hat oben die Form eines Berges mit drei Gipfeln und soll so die Drei Zinnen in den italienischen Dolomiten (italienisch Dolomiti) darstellen. Es besteht von oben nach unten aus drei Schichten aus weißem, rotem und grünem Eis in den Geschmacksrichtungen Zitrone, Himbeere und Waldmeister, die die Nationalfarben Italiens symbolisieren.
Dolomiti, das in der Bundesrepublik Deutschland für 50 Pfennig verkauft wurde, erfreute sich seit seiner Einführung 1973 großer Beliebtheit, wurde jedoch schließlich 1987 nach 14 Jahren aus dem Sortiment genommen.
Dolomiti blieb bei der Kundschaft über Jahrzehnte unvergessen, wie Medien in der Vergangenheit berichteten.
1994 führte Langnese das Eis wieder ein, der erhoffte Erfolg blieb jedoch aus, so dass es schon 1995 wieder aus dem Sortiment genommen wurde. Käufer hatten bemängelt, dass die Neuauflage weder farblich noch geschmacklich an die ursprüngliche Version heranreichen konnte. So schmeckte die rote Mittelschicht nun nach Erdbeere und die grüne Unterschicht war durch Stachelbeere ersetzt worden. Im Januar 2014 kündigte Langnese das Speiseeis als „Comeback des Jahres“ an. Dolomiti sollte laut Produkthomepage mit „original Waldmeistergeschmack“ wieder in die Eistheken kommen. Die Neuauflage sah allerdings etwas anders aus als die Ursprungsversion. So wurde etwa die äußere Form des Eises geändert: War ursprünglich die kleinste der drei Spitzen noch in der Mitte, so sind diese nun der Größe nach angeordnet. Außerdem wurden sie im oberen Bereich abgerundet, während sie früher deutlich zackiger waren. Zudem fällt die aktuelle Dolomiti-Version farblich deutlich blasser aus als das ursprüngliche mit künstlichen Farbstoffen versehene Eis. Auch in geschmacklicher Hinsicht erinnert das jetzige Dolomiti nur wenig an die ursprüngliche Version, da anstelle der künstlichen Aromen heute vornehmlich Fruchtauszüge verwendet werden.